# 根井雅弘
根井 雅弘（ねい まさひろ、1962年9月16日 - ）は、日本の経済学者。専門は、経済思想・社会思想史。学位は、経済学博士（京都大学・1990年）。京都大学教授。宮崎県出身。

## 略歴

### 学歴
- 1981年　慶應義塾高等学校卒業
- 1985年　早稲田大学政治経済学部経済学科卒業
- 1990年　京都大学大学院経済学研究科理論経済学・経済史学専攻博士課程修了

### 職歴
- 1990年4月　京都大学経済学部助教授
- 1997年4月　京都大学大学院経済学研究科助教授
- 2000年　京都大学大学院経済学研究科教授

## 恩師
恩師に永田良（早稲田大学教授）、菱山泉（元京都大学名誉教授）、伊東光晴（京都大学名誉教授）がいる。

## 著作
根井自身はいわゆる｢主流派｣に対して批判的で、著作でもその傾向が顕れている。

### 単著
- 『現代イギリス経済学の群像：正統から異端へ』（岩波書店 1989年、新版1995年）
- 『マーシャルからケインズへ：経済学における権威と反逆』（名古屋大学出版会 1989年）
- 『ケインズから現代へ：20世紀経済学の系譜』（日本評論社 1990年）
- 『ケインズの悲劇』（日本経済新聞社 1990年）
- 『ケインズ革命の群像：現代経済学の課題』（中央公論社<中公新書> 1991年）
- 『現代アメリカ経済学：その栄光と苦悩』（岩波書店 1992年）
- 『現代経済学の生誕』（名古屋大学出版会 1992年）
- 『現代経済学講義』（筑摩書房 1994年）
- 『現代の経済学：ケインズ主義の再検討』（講談社学術文庫 1994年）
- 『近代経済学の誕生―マーシャルからケインズへ』（筑摩書房<ちくま学芸文庫> 1994年）
- 『現代経済学への招待』（丸善ライブラリー 1994年）
- 『二十世紀の経済学：古典から現代へ』（講談社学術文庫 1995年）
- 『異端の経済学』（筑摩書房 1995年）
- 『ガルブレイス：制度的真実への挑戦』（丸善ライブラリー 1995年）
- 『ケインズを学ぶ：経済学とは何か』（講談社現代新書 1996年)
- 『経済学のたそがれ』（講談社 1996年）
- 『経済学の歴史』（筑摩書房　1998年／講談社学術文庫 2005年）
- 『21世紀の経済学：市場主義を超えて』（講談社現代新書 1999年）
- 『シュンペーター：企業者精神・新結合・創造的破壊とは何か』（講談社 2001年／講談社学術文庫（改訂版） 2006年）
- 『経済学のことば』（講談社現代新書 2004年）
- 『物語 現代経済学：多様な経済思想の世界へ』（中央公論新社<中公新書> 2006年）
- 『経済学の教養』（NTT出版 2006年）
- 『ケインズとシュンペーター：現代経済学への遺産』（NTT出版、2007年）
- 『経済学とは何か』（中央公論新社 2008年）
- 『経済学はこう考える』（筑摩書房<ちくまプリマー新書> 2009年）
- 『市場主義のたそがれ：新自由主義の光と影』（中央公論新社<中公新書> 2009年）
- 『入門経済学の歴史』（筑摩書房<ちくま新書> 2010年）
- 『20世紀をつくった経済学：シュンペーター、ハイエク、ケインズ』（筑摩書房<ちくまプリマー新書> 2011年）
- 『時代を読む経済学者の本棚』（NTT出版 2011年）
- 『サムエルソン『経済学』の時代』（中央公論新社<中公選書> 2012年／中公文庫 2018年）
- 『経済学の3つの基本：経済成長、バブル、競争』（筑摩書房<ちくまプリマー新書> 2013年）
- 『経済学再入門』（講談社学術文庫 2014年）
- 『経済を読む：ケネーからピケティまで』（日本経済評論社 2015年）
- 『ガルブレイス：異端派経済学者の肖像』（白水社 2016年）
- 『企業家精神とは何か：シュンペーターを超えて』（平凡社新書 2016年）
- 『ケインズを読み直す：入門現代経済思想』（白水社 2017年）
- 『アダム・スミスの影』（日本経済評論社 2017年）
- 『英語原典で読む経済学史』（白水社 2018年）
- 『経済学者はこう考えてきた：古典からのアプローチ』（平凡社 2018年）
- 『経済学者の勉強術：いかに読み、いかに書くか』（人文書院 2019年）
- 『資本主義はいかに衰退するのか：ミーゼス、ハイエク、そしてシュンペーター』（NHK出版 2019年）
- 『定本現代イギリス経済学の群像：正統から異端へ』（白水社 2019年）
- 『ものがたりで学ぶ経済学入門』（中央経済社 2019年）

### 共著
- （伊東光晴）『シュンペーター～孤高の経済学者』（岩波新書 1993年）
- （橘木俊詔）『来るべき経済学のために』 （人文書院 2014年）

### 編著
- 『20世紀のエコノミスト：生涯と学説』（日本評論社 1994年）
- 『経済学88物語』（新書館 1997年）
- 『わかる現代経済学』（朝日新書 2007年）
- 『現代経済思想：サムエルソンからクルーグマンまで』（ミネルヴァ書房 2011年）
- 『経済学：ブックガイドシリーズ基本の30冊』（人文書院 2014年）
- 『ノーベル経済学賞：天才たちから専門家たちへ』（講談社選書メチエ 2016年）

### 共編著
- （西村周三）『現代経済学の再検討』（日本評論社 1992年）